# ТКБ-059
ТКБ-059 («прилад 3Б») — радянський експериментальний триствольний автомат компонування «буллпап», розроблений Германом Олександровичем Коробовим в 1962 році під стандартний патрон калібру 7,62 × 39 мм.
При розробці ставка робилася на надшвидку чергу, при якій автомат не встигає відхилитися від віддачі, що забезпечило б високу купчастість стрільби. Об'єднання в одному зброю декількох стволів дозволило реалізувати залповий вогонь. Темп стрільби при цьому зріс до 1400—1800 пострілів на хвилину. Для уніфікації автомата деякі деталі і вузли були запозичені у АК.
На державних випробуваннях завдяки практично одночасному пострілу трьох куль у черзі автомат дійсно показав вкрай високу купчастість. Однак специфічність конструкції, складність спорядження прибудованих магазинів, а також незатребуваність в заміні АКМ визначили відмова від прийняття цього зразка на озброєння.